# هماشيات
الهمَّاشيَّات أو فصيلة بلاتيبيزيدي (الاسم العلمي: Platypezidae)، هي فصيلة من الذباب الحقيقي من الفصيلة العليا الذباب مسطح الأرجل. عُثر على أكثر من 250 نوعًا في جميع أنحاء العالم. أشهر أجناس هذه الفصيلة هي الهماشة.